# Anka Jelačić
Anka Jelačić (Gornji Sveti Ivan, Baja, Mađarska, 17. siječnja 1909. – Zagreb, 9. siječnja 1968.) bila je međunarodno poznata hrvatska mezzosopranistica.
Za vrijeme Drugog svjetskog rata radila je u bečkoj Volksoperi, gdje je zvijezdom miljenicom tamošnjeg gledateljstva i slušateljstva. 
Posebno je bila poznata po interpretaciji Carmen Georgesa Bizeta.
Tematski je obrađena u Leksikonu podunavskih Hrvata – Bunjevaca i Šokaca.

## Filmografija
- "Pustolov pred vratima" kao putnica u vlaku (1961.)

## Vanjske poveznice
- Vijenac Hrvatski operni pjevači 1945. – 2002.
- Hrvatski iseljenički zbornik 2004. Hrvatski vokalni umjetnici 20. stoljeća u svijetu
- Vijenac  Arhivirana inačica izvorne stranice od 30. svibnja 2008. (Wayback Machine) Deset opera